# Smohay-díj
Smohay János (1890–1975) kalaposmester és festő székesfehérvári polgár végrendeletében a Szent István Király Múzeumot bízta meg, hogy nevében alapítványt tegyen, s vagyona kamataiból tehetséges, fiatal és lehetőség esetén székesfehérvári képzőművészek számára évente díjat, illetve ösztöndíjat adjon. Az országosan ismert művészettörténészekből álló kuratórium 1981 óta adja ki a Smohay-díjat a vele járó, Vigh Tamás által készített bronzplakettel. 1981 és 2000 között az Alapítvány, szinte minden évben díjat, s ösztöndíjat egyaránt kiadhatott, az utóbbi hat évben azonban már csak a díj átadása történhetett meg.
A Smohay-díj jelentőségét növeli, hogy hosszú ideig az egyetlen, fiatal művészeket magas összeggel jutalmazó elismerés volt Magyarországon, 2011-ig 22-en kapták meg.

## Díjazottak

### 1981
Lugossy Mária, (Budapest, 1950. május 9. – ) ötvös, szobrász, üvegtervező

### 1982
El Kazovszkij (Leningrád, 1950. június 13. – Budapest, 2008. július 21.)

### 1983
Kelecsényi Csilla, (Budapest, 1953. február 4. – ) textilművész

### 1984
Mazzag István, (Győr, 1958. április 14. – ) festő

### 1985
Wahorn András, ~[Pintér András] (Budapest, 1953. augusztus 3. – ) festő, grafikus
Roskó Gábor, (Budapest, 1958. március 3. –) festő, grafikus

### 1986
Bukta Imre, (Mezőszemere, 1952. július 20. –) festő, performer, szobrász

### 1987
Tábori Csaba (Sztálinváros, 1960. július 24. –) festő-, grafikusművész

### 1988
Bachman Gábor (Pécs, 1952. június 24. – ) Balázs Béla-díjas magyar építész tervező művész,

### 1989
Mulasics László, (Szepetnek, 1954. október 12. – Feketebács, 2001. július 16.)

### 1990
Hejettes Szomlyazók, (Budapest, 1984-1992) A csoport tagjai:Beöthy Balázs, Danka Attila, Elek István (KADA), Fekete Balázs, Kardos Péter, Nagy Attila, Várnagy Tibor, Vidákovich István

### 1991
Gábor Imre (Budapest, 1960. október 23) képzőművész

### 1992
Révész László, (Budapest, 1957. május 27. –) képzőművész

### 1993
Kicsiny Balázs, (Salgótarján, 1958. november 24. –) festő, szobrász

### 1994
Július Gyula, ~[Molnár Gyula] (Budapest, 1958. július 28. –) képzőművész

### 1995
Herskó Judit, (Budapest, 1959. május 26. –) szobrász

### 1996
Köves Éva, (Moszkva, 1965. október 1. –) festő

### 1997
El-Hassan Róza, (Budapest, 1966. június 8. –) festő, intermédia-művész, szobrász

### 1998
Csörgő Attila, (Budapest, 1965. március 29. –) képzőművész, szobrász

### 2000
Szépfalvi Ágnes, ~[Agnes von Uray] (Budapest, 1965. október 21. –) festő

### 2002
Szabó Dezső (1967, Keszthely – )
Zsemlye Ildikó, (Budapest, 1969. február 15. –) szobrász

### 2004
Benczúr Emese, (Budapest, 1969. december 16. –) képzőművész

### 2005
Gyenis Tibor (Pécs, 1970. április 20. –) képző- és fotóművész, szobrász

### 2006
Moizer Zsuzsa (Budapest, 1979. június 5. –) képzőművész

### 2011
Kaszás Tamás (Dunaújváros, 1976-) képzőművész